# Plosowangi (Cawas)
Plosowangi is een bestuurslaag in het regentschap Klaten van de provincie Midden-Java, Indonesië. Plosowangi telt 1772 inwoners (volkstelling 2010).